# ريتشموند إتش هيلتون
ريتشموند إتش هيلتون (بالإنجليزية: Richmond H. Hilton) هو عسكري أمريكي، ولد في 8 أكتوبر 1898 في Westville, South Carolina ‏ في الولايات المتحدة، وتوفي في 13 أغسطس 1933.